# Новосёлки 2 (Могилёвская область)
Новосёлки 2 (бел. Навасёлкі 2) — деревня Пашковского сельского совета Могилёвского района Могилёвской области.

## География
Деревня расположена в пригородной зоне Могилёва, к северо-западу от города. В полутора километрах к западу от неё находится деревня Новосёлки 1.
В 200 метрах к югу от деревни имеется пруд.

## Население
Деревня Новосёлки 2 относится к категории сельских поселений с населением менее 100 человек.

## Транспорт
Деревня Новосёлки 2 связана местными дорогами с более крупными деревнями (Заболотьем, Софиевкой), имеющими автобусное сообщение с Могилёвом.